# Romanian International 1993
Die Romanian International 1993 fanden vom 26. bis zum 28. November 1993 in Bukarest statt. Es war die dritte Austragung dieser internationalen Meisterschaften von Rumänien im Badminton.

## Titelträger
| Disziplin    | Sieger                                |
| ------------ | ------------------------------------- |
| Herreneinzel | Anatoliy Skripko                      |
| Dameneinzel  | Elena Nozdran                         |
| Herrendoppel | Vladislav Druzchenko Valerij Strelcov |
| Damendoppel  | Elena Nozdran Irina Koloskova         |
| Mixed        | Valerij Strelcov Elena Nozdran        |